# Франц I (Лотарингия)
Франц I (на френски: François Ier de Lorraine; на немски: Franz I; * 23 август 1517, Нанси; † 12 юни 1545, Ремирмон) е херцог на Лотарингия-Бар 363 дена от 1544 до 1545 г.

## Живот
Той е най-възрастният син на херцог Антон II Добрия и съпругата му Ренé дьо Бурбон-Монпансие (1494 – 1539), дъщеря на граф Жилбер Бурбон-Монпансие.
Франц I от дете е сгоден за Ана Клевска. Брачният договор не се осъществява. Ана става по-късно през 1540 г. четвъртата съпруга на крал Хенри VIII от Англия.
На 10 юли 1541 г. Франц I се жени в Брюксел за Кристина Датска (* 1521, † 1590), дъщеря на крал Кристиан II от Дания и Изабела Бургундска. Тя е вдовица на Франческо II Сфорца, за когото била омъжена от 1533 г.
Франц I наследява баща си през 1544 г. и следващата година умира преди раждането на третото му дете. Кристина поема регентството за малолетния им син Карл III. През ноември 1545 г. лотарингското благородническо събрание решава, че тя сама трябва да управлява херцогството.
На 15 април 1552 г. Кристина е свалена като регент и изгонена от херцогството. Нейният единадесетгодишен син Карл III е заведен в Париж в кралския двор, регентството на Лотарингия отива на Никола Лотарингски.

## Деца
Франц I и Кристина Датска имат три деца:
- Карл III (* 15 февруари 1543, † 14 май 1608), херцог на Лотарингия, женен за Клаудия дьо Валоа ((1547 – 1575), принцеса на Франция
- Рената (* 20 април 1544, † 22 май 1602), омъжена от 1568 г. за баварския херцог Вилхелм V (1548 – 1626) от рода Вителсбах.
- Доротеа (* 24 май 1545, † 2 юни 1621), омъжена първо от 1575 г. за херцог Ерих II от Брауншвайг-Каленберг († 1584), втори път от 1597 г. за Марк de Rye de la Palud, Marquis de Varabon и граф de la Roche et Villersexel († 1598)

- Портрети на децата на Карл
- Карл III
- Рената
- Доротеа